# Ditha marcusensis
Ditha marcusensis es una especie de arácnido del orden Pseudoscorpionida de la familia Tridenchthoniidae.

## Distribución geográfica
Se encuentra en la Isla Marcus (Japón).